# 1962
1962. је била проста година.

## Догађаји

### Јануар
- 1. јануар — Западна Самоа постиже независност од Новог Зеланда; име јој се мења у Независна држава Западне Самое.
- 5. јануар — Народни одбор града Београда забранио саобраћај запрежним возилима улицама града.
- 7. јануар — Југословенски брод „Шабац“ (превозио боксит од Плоча до Ротердама) сударио се са британским теретњаком Дорингтон Цастле, страдало 28 југословенских морнара.
- 7. јануар и 11. јануар — Земљотреси код Макарске (М 6.0, инт. VIII-IX), троје мртвих.
- 13. јануар? — Албанија ступа у савез са НР Кином, након што су раскинуте везе са СССР.
- 16—19. јануар — Војни удар и контраудар у Доминиканској Републици.
- 22. јануар — Организација Америчких Држава суспендовала чланство Кубе, на иницијативу САД.
- 24. јануар — Вајар Иван Мештровић покопан у родним Отавицама код Дрниша.
- 31. јануар — на иницијативу САД, на скупу одржаном у Уругвају, Куба је искључена из Организације америчких држава и донета је резолуција о забрани трговине с њом.

### Фебруар
- 10. фебруар — Амерички пилот Френсис Гери Пауерс је у Берлину замењен за совјетског обавештајца Рудолфа Абела.

### Март
- 19. март — Завршен је Алжирски рат за независност од Француске ступањем на снагу споразума у Евијану.

### Јун
- 11. јун — Френк Морис, Џон Англин и Кларенс Англин постали једини затвореници који су успешно побегли из затвора на острву Алкатраз.
- 30. јун — Последњи припадници француске Легије странаца су напустили Алжир.

### Јул
- 1. јул — Афричка република Руанда и краљевина Бурунди су стекле независност, након што је Генерална скупштина ОУН у фебруару укинула надзор над ове две државе.
- 10. јул — Из Кејп Канаверала је лансиран је први телекомуникациони сателит „Телстар“.

### Септембар
- 27. септембар — У Јемену је у војном удару пуковник Абдула ал Салал оборио монархију и прогласио Јеменску Арапску Републику.
- 30. септембар — Расисти су изазвали нереде у Оксфорду у америчкој држави Мисисипи када је, на основу одлуке федералног суда, црнац Џејмс Мередит уписан на универзитет Мисисипија, који су до тада похађали само белци.

### Октобар
- 11. октобар — Папа Јован XXIII отворио је у базилици Светог Петра у Риму Други ватикански сабор, први такав скуп од 1870.
- 22. октобар — Амерички председник Џон Кенеди је у телевизијском обраћању објавио да је на Куби откривено совјетско нуклеарно оружје и да је наредио поморску блокаду острва.
- 23. октобар — Председник САД Џон Фицџералд Кенеди издао је наређење Америчкој ратној морнарици и Америчком ратном ваздухопловству да блокирају Кубу због постављања совјетских нуклеарних ракета у тој земљи.
- 27. октобар — Мајор Рудолф Андерсон из Америчког ратног ваздухопловства је постао једина директна жртва Кубанске кризе када је његов авион U-2 оборен изнад Кубе.
- 28. октобар — Окончана Кубанска ракетна криза, совјетски лидер Никита Хрушчов саопштио да је наредио повлачење ракета са Кубе, а председник САД Џон Кенеди да ће обуставити блокаду те земље.

### Новембар
- 28. новембар — Група усташких терориста напала Представништво ФНРЈ у Бад Годесбергу, у близини Бона, који је тада био главни град Западне Немачке. Овом прилком рањено је двоје службеника амбасаде - Момчило Поповић и Стана Довган. Момчило Поповић, премунио је 13 дана касније у болници у Бону, а после је проглашен за народног хероја Југославије.

### Децембар
- 14. децембар — Сонда Маринер 2 је постала прва летелица која је успешно извршила планетарно сусретање прошавши поред Венере.

### Датум непознат
- Википедија:Непознат датум — Основана Девета београдска гимназија.

## Рођења

### Јануар
- 2. јануар — Саша Петровић, босанскохерцеговачки глумац (прем. 2023)[1]
- 3. јануар — Мићко Љубичић, српски глумац и комичар[2]
- 4. јануар — Аљоша Буха, босанскохерцеговачки музичар, најпознатији као басиста групе Црвена јабука (прем. 1986)
- 6. јануар — Рита Кинка, српска пијанисткиња
- 10. јануар — Рик Хојт, амерички инвалид маратонац и тријатлонац којег је на такмичењима гурао отац Дик (Тим Хојт).
- 16. јануар — Златко Портнер, српски рукометаш (прем. 2020)[3]
- 16. јануар — Горан Чавајда, југословенски и  српски музичар, најпознатији као бубњар група  Електрични оргазам и Бабе . (прем. 1997)
- 17. јануар — Џим Кери, канадско-амерички глумац, комичар, сценариста, продуцент, музичар и сликар[4]
- 23. јануар — Ненад Грачан, хрватски фудбалер и фудбалски тренер[5]
- 23. јануар — Стивен Кеши, нигеријски фудбалер и фудбалски тренер[6]

### Фебруар
- 2. фебруар — Нено Белан, хрватски музичар
- 5. фебруар — Џенифер Џејсон Ли, америчка глумица[7]
- 6. фебруар — Аксл Роуз, амерички музичар и музички продуцент, најпознатији као певач групе
- 7. фебруар — Еди Изард, енглески комичар и глумац
- 10. фебруар — Клиф Бартон, амерички музичар, најпознатији као басиста групе Metallica (прем. 1986)
- 11. фебруар — Шерил Кроу, америчка музичарка и глумица[8]
- 17. фебруар — Лу Дајмонд Филипс, амерички глумац и редитељ[9]
- 19. фебруар — Хана Мандликова, чешка тенисерка[10]
- 22. фебруар — Стив Ервин, аустралијски зоолог, натуралиста и ТВ водитељ (прем. 2006)
- 27. фебруар — Адам Болдвин, амерички глумац[11]

### Март
- 2. март — Џон Бон Џови, амерички музичар, музички продуцент и глумац[12]
- 4. март — Мирсад Баљић, босанскохерцеговачки фудбалер[13]
- 10. март — Богдан Кузмановић, српски глумац[14]
- 12. март — Андреас Кепке, немачки фудбалски голман
- 12. март — Дражен Ричл, босанскохерцеговачки музичар (прем. 1986)
- 12. март — Зоран Чутура, хрватски кошаркаш[15]
- 15. март — Теренс Трент Д'Арби, амерички музичар
- 21. март — Метју Бродерик, амерички глумац[16]
- 22. март — Владо Чапљић, босанскохерцеговачки фудбалер и фудбалски тренер[17]
- 25. март — Марша Крос, америчка глумица[18]
- 25. март — Фернандо Мартин, шпански кошаркаш (прем. 1989)[19]
- 26. март — Џон Стоктон, амерички кошаркаш
- 28. март — Дарко Русо, српски кошаркашки тренер[20]
- 28. март — Горан Скробоња, српски писац, сценариста стрипова, преводилац, уредник и издавач[21]
- 31. март — Зоран Ћирић, српски писац

### Април
- 2. април — Кларк Грег, амерички глумац, редитељ и сценариста[22]
- 11. април — Перица Јокић, црногорски књижевник
- 12. април — Карлос Саинз, шпански рели возач
- 18. април — Вукашин Обрадовић, српски новинар
- 23. април — Џон Хана, шкотски глумац[23]
- 24. април — Стјуарт Пирс, енглески фудбалер и фудбалски тренер[24]
- 26. април — Војка Ћордић-Чавајда, српска глумица (прем. 2005)[25]

### Мај
- 9. мај — Дејв Ган, енглески музичар, најпознатији као певач групе [26]
- 12. мај — Брет Гуревиц, амерички музичар и музички продуцент, најпознатији као суоснивач и гитариста групе [27]
- 12. мај — Емилио Естевез, амерички глумац, редитељ и сценариста[28]
- 14. мај — Дени Хјустон, амерички глумац и редитељ[29]
- 16. мај — Бобан Здравковић, српски певач[30]
- 18. мај — Сандра Крецу, немачка музичарка[31]
- 26. мај — Блек, енглески музичар (прем. 2016)[32]
- 28. мај — Бранко Ђурић Ђуро, босанскохерцеговачки глумац, комичар, редитељ и музичар[33]

### Јун
- 6. јун — Масимо Савић, хрватски музичар (прем. 2022)
- 10. јун — Џина Гершон, америчка глумица и списатељица[34]
- 11. јун — Слободан Кузмановски, српски рукометаш[35]
- 16. јун — Арнолд Вослу, јужноафричко-амерички глумац[36]
- 16. јун —  Феми Кути, нигеријски музичар[37]
- 18. јун — Стивен Маркус, енглески глумац[38]
- 19. јун — Пола Абдул, америчка музичарка, плесачица, кореографкиња, глумица и ТВ личност[39]
- 21. јун — Виктор Цој, руски музичар. (прем. 1990)
- 22. јун — Клајд Дрекслер, амерички кошаркаш[40]
- 29. јун — Небојша Вучићевић, српски фудбалер и фудбалски тренер (прем. 2022)
- 30. јун — Предраг Бјелац, српски глумац[41]

### Јул
- 1. јул — Андре Брауер, амерички глумац (прем. 2023)[42]
- 3. јул — Томас Гибсон, амерички глумац и редитељ[43]
- 3. јул — Том Круз, амерички глумац и продуцент[44]
- 4. јул — Пем Шрајвер, америчка тенисерка[45]
- 8. јул — Иван Јовановић, српски фудбалер и фудбалски тренер
- 9. јул — Никола Чутурило, српски музичар
- 13. јул — Злата Петровић, српска певачица[46]
- 20. јул — Лидија Вукићевић, српска глумица
- 29. јул — Карл Кокс, енглески ди-џеј и музички продуцент[47]
- 31. јул — Весли Снајпс, амерички глумац, редитељ, продуцент и писац[48]

### Август
- 5. август — Патрик Јуинг, амерички кошаркаш
- 6. август — Мишел Јео, кинеска глумица и плесачица.[49]
- 7. август — Жељко Перван, хрватски глумац[50]
- 13. август — Џон Слатери, амерички глумац и редитељ[51]
- 16. август — Стив Карел, амерички глумац, комичар, продуцент, сценариста и редитељ[52]
- 24. август — Славко Радовановић, српски фудбалер[53]
- 28. август — Чава Димитријевић, српски фудбалер (прем. 2006)[54]
- 28. август — Дејвид Финчер, амерички редитељ и продуцент[55]

### Септембар
- 1. септембар — Руд Гулит, холандски фудбалер и фудбалски тренер
- 2. септембар — Кир Стармер, премијер Уједињеног Краљевства
- 8. септембар — Томас Кречман, немачки глумац[56]
- 10. септембар — Иван Феце Фирчи, српски музичар, најпознатији као бубњар група ЕКВ и Луна
- 11. септембар — Хулио Салинас, шпански фудбалер[57]
- 12. септембар — Дино Мерлин, босанскохерцеговачки музичар
- 17. септембар — Баз Лурман, аустралијски редитељ, сценариста, продуцент и глумац[58]
- 17. септембар — Алма Прица, хрватска глумица[59]
- 19. септембар — Мијаило Грушановић, српски кошаркаш
- 24. септембар — Нија Вардалос, канадско-америчка глумица, сценаристкиња и продуценткиња[60]
- 26. септембар — Драган Манце, српски фудбалер (прем. 1985)[61]
- 26. септембар — Олаф Олафсон, исландски писац и бизнисмен
- 29. септембар — Јане Андерсон, шведски фудбалер и фудбалски тренер
- 30. септембар — Зоран Арсић, српски фудбалер и фудбалски судија
- 30. септембар — Франк Рајкард, холандски фудбалер и фудбалски тренер
- 30. септембар — Борислав Цветковић, српски фудбалер и фудбалски тренер[62]

### Октобар
- 11. октобар — Џоун Кјузак, америчка глумица и комичарка[63]
- 13. октобар — Кели Престон, америчка глумица и модел (прем. 2020)[64]
- 16. октобар — Фли, аустралијско-амерички музичар и глумац, најпознатији као суоснивач и басиста групе [65]
- 19. октобар — Евандер Холифилд, амерички боксер[66]
- 19. октобар — Трејси Шевалије, америчко-британска списатељица
- 22. октобар — Боб Оденкирк, амерички глумац, комичар, сценариста, редитељ, продуцент и писац[67]
- 23. октобар — Ђорђе Вукадиновић, српски филозоф, политички аналитичар, новинар и политичар
- 26. октобар — Кери Елвес, енглески глумац, продуцент и сценариста[68]

### Новембар
- 1. новембар — Ентони Кидис, енглески музичар и глумац, најпознатији као фронтмен и певач групе [69]
- 6. новембар — Невен Спахија, хрватски кошаркашки тренер
- 11. новембар — Деми Мур, америчка глумица и модел[70]
- 18. новембар — Кирк Хамет, амерички музичар, најпознатији као гитариста групе
- 19. новембар — Џоди Фостер, америчка глумица, редитељка и продуценткиња[71]
- 22. новембар — Виктор Пељевин, руски писац
- 29. новембар — Енди Ларок, шведски музичар и музички продуцент, најпознатији као гитариста групе

### Децембар
- 9. децембар — Фелисити Хафман, америчка глумица[72]
- 11. децембар — Неле Карајлић, српски музичар, глумац, сценариста, редитељ и писац
- 12. децембар — Трејси Остин, америчка тенисерка
- 14. децембар — Горан Даничић, српски глумац (прем. 2021)
- 22. децембар — Милорад Ивић, српски песник
- 22. децембар — Рејф Фајнс, енглески глумац, редитељ и продуцент[73]
- 28. децембар — Мишел Петрућијани, француски џез пијаниста (прем. 1999)

## Смрти

### Јануар
- 16. јануар — Иван Мештровић, хрватски вајар[74]
- 31. јануар — Петар (Пјер) Крижанић, карикатуриста, писац и есејиста

### Март
- 15. март — Артур Комптон, амерички физичар. (*1892)[75]

### Јул
- 11. јул — Овен Јонг, амерички индустријалац и адвокат. (*1874)[76]

### Август
- 5. август — Мерилин Монро, америчка глумица (*1926)[77]
- 9. август — Херман Хесе, немачки књижевник

### Новембар
- 18. новембар — Нилс Бор, дански физичар. (*1885)[78]

## Нобелове награде
- Физика — Лав Давидович Ландау
- Хемија — Макс Фердинанд Перуц и Џон Каудери Кендру
- Медицина — Франсис Хари Комптон Крик, Џејмс Дјуи Вотсон и Морис Хју Фредерик Вилкинс
- Књижевност — Џон Стајнбек
- Мир — Лајнус Карл Полинг (САД)
- Економија — Награда у овој области почела је да се додељује 1969. године